# Javier Conte
Javier Conte, född 7 september 1975 i Buenos Aires, är en argentinsk seglare.
Conte tog OS-brons i 470 i samband med de olympiska seglingstävlingarna 2000 i Sydney.